# Alexis Castro (ciclista)
Alexis Castro (La Unión, Antioquia; 15 de octubre de 1980) es un ciclista profesional colombiano que corrió para diferentes equipos profesionales.

## Equipos
- 2004 Colombia-Selle Italia
- 2005 Colombia-Selle Italia
- 2006 Viña Magna-Cropu
- 2007 Colombia es Pasión
- 2008 Colombia es Pasión
- 2013 Aguardiente Antioqueño-Lotería de Medellín
- 2014 Aguardiente Antioqueño-Lotería de Medellín-IDEA

## Palmarés
1998
- Campeón de la Vuelta del Porvenir de Colombia

2002
- Campeón del Campeonato Panamericano de Ciclismo en Ruta, Sub-23
- 3° en la Doble Copacabana GP Fides, más 1 etapa

2006
- 3° en la "Vuelta al Cauca"
- 2° en la Vuelta a Cundinamarca
- 2° en la Vuelta a Antioquia, más 1 etapa

2007
- 3° en la "Clásica Rionegro"